# La mujer del diablo
La mujer del diablo (lit: A Mulher do Diabo) é uma série de televisão na web de drama policial mexicano produzida pela W Studios para a TelevisaUnivision, em 2022 y 2023. 
A série é uma história original de Leonardo Padrón. 
Foi lançada pela Vix+ em 21 de julho de 2022, sendo um dos primeiros títulos de a plataforma premium após o seu lançamento.
É protagonizada por Carolina Miranda e José Ron e antagonizada por Adriana Louvier.

## Enredo
Natalia Vallejo (Carolina Miranda) é uma professora primária que quer deixar sua cidade para se dedicar ao turismo. Cristo Beltran (José Ron) é um criminoso de alto escalão que finge ser o benfeitor dos necessitados. Cristo fica obcecado por Natalia, independentemente do fato de ela estar apaixonada por outro homem, fazendo o inimaginável para conquistá-la.

## Elenco
- Carolina Miranda - Natalia Vallejo Peña
- José Ron - Cristo Beltrán
- Adriana Louvier - Soledad Insulza
- José Pablo Minor - Diego Carvajal
- Mónica Dionne - Cayetana Peña de Vallejo
- Alejandro Calva - Felipe Marín "Jonás"
- Samadhi Zendejas - Candela
- Jonathan Islas - Mateo Carvajal Alcántara
- Azul Guaita - Daniela Beltrán
- Ariana Saavedra - Linda Vallejo Peña
- Sofía Lama - Patricia Carvajal Alcántara
- Marco Antonio Tostado - el Padre Lázaro Beltrán
- Rodolfo Arias - Porfirio
- Álex Perea - Cachorro
- Mauricio Pimentel como Tecolote
- Irineo Álvarez - Felipe Carvajal
- Leo Casta - Chofer
- Adriana Focke - Maruja
- Martín Rojas - Honorio
- Eduardo Cortejosa - Lagarto
- José Carlos Femat - Sánchez
- Kiara Liz - Rosa "Rosita"
- Diego Cornejo - Guillermo "Memo"
- Julio Olivares - Tulio
- Manuel Rosaldo - Juan
- Epy Vélez - Guadalupe "Lupita"
- Teresa Peragui - Gabriela "Gaby"
- Christopher Valencia - amigo de Daniela
- Gabriela Carrillo -  Clemencia
- Ariane Pellicer - Malena Alcántara de Carvajal
- María de la Fuente - Isabel
- Leonardo León - Jacinto
- Alejandro Faugier - Fonseca
- Manuel Riguezza - David
- José Juan Rodríguez - Artemio
- Antonio Alcántara - Aurelio
- Ianis Guerrero - Cruz Tarazona
- Salvador Amaya - López
- Juan Roberto Valera - Juancho
- Diego Escalona - Rodrigo
- Benjamín Martínez - el Dr. Hernández
- Omar Barriga - Ernesto "Neto"
- Alejandro Briones - Murillo
- Mauro González Enríquez -Enrique
- Daniel García Parra - Tomás
- Alberto Farrés - Malpica
- Deborah Ríos - Griselda Carvajal
- Miranda Rinaldi - Matilde
- Lorena de la Torre - Sofía
- Laura Sandoval - Juana
- Jorge Farnetti - Moncho
- Víctor Civeira - Juan Bustillos
- Carlos Said - Cristo Beltrán (joven)
- Ferrán Flores - Lázaro Beltrán (joven)

## Produção
A série foi anunciada em 31 de outubro de 2021 durante a apresentação inicial do Grupo Televisa para 2022, fazendo parte dos títulos iniciais nuevo servicio de streaming criado após a fusão Televisa-Univision. 
A produção começou a ser filmada em 24 de janeiro de 2022 e terminou em 20 de junho de 2022. Em 31 de agosto de 2022, a Televisa-Univision anunciou a renovação da série para uma segunda temporada, que foi lançada em 18 de outubro de 2022. A terceira e última temporada foi lançada em 6 de janeiro de 2023.

## Exibição internacional
No Brasil a primeira temporada já está disponível pela plataforma de streaming Globoplay desde 15 de março de 2023. A segunda e terceira temporada, estão programadas para estrear ainda esse ano.